# Ehemaliger Herrenhof (Biberach)

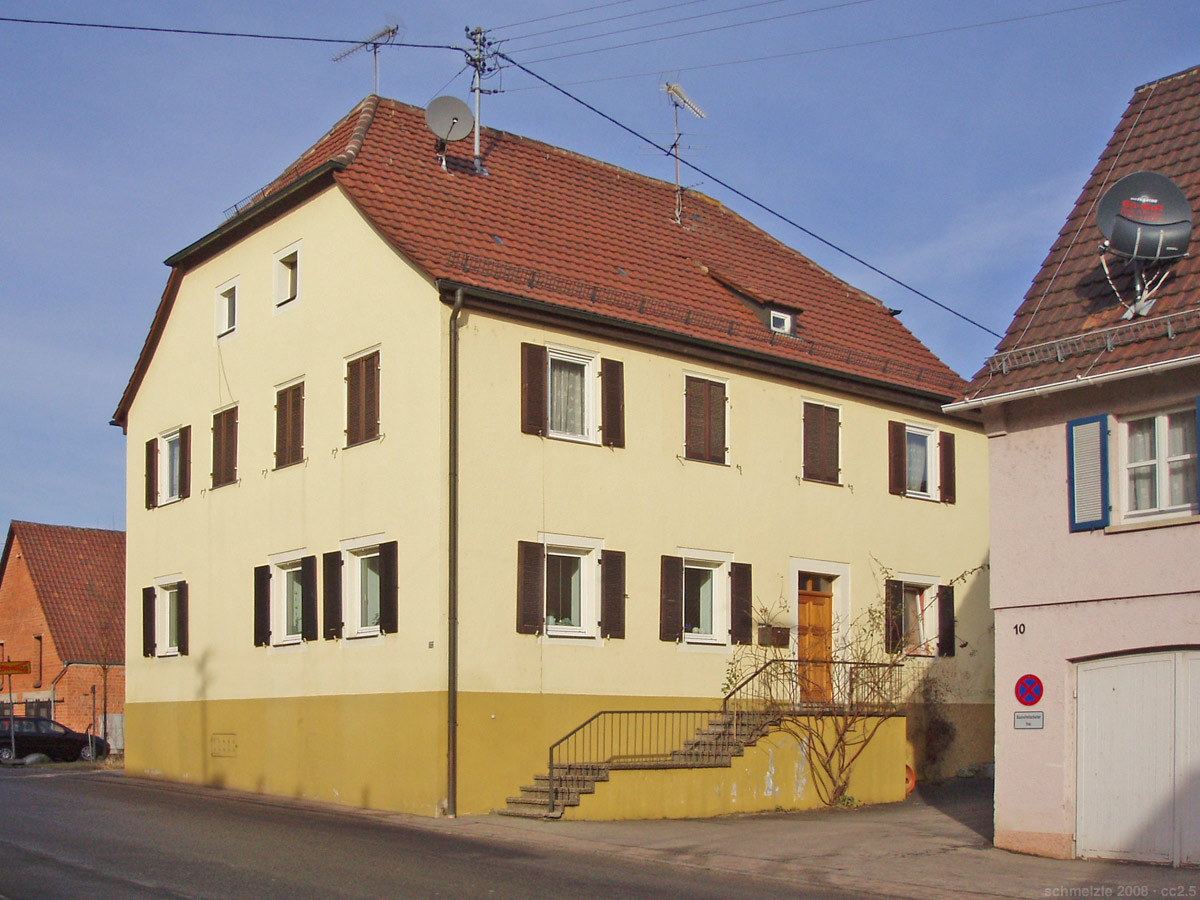
Der ehemalige Herrenhof Generalmajor Thomas von Klug

Der ehemalige Herrenhof des Generalmajors Thomas von Klug ist eines der wenigen erhaltenen privaten Profanbauten des ausgehenden 17. Jahrhunderts in Biberach, einem Stadtteil von Heilbronn. Er befindet sich an der Bonfelder Straße 12. Das denkmalgeschützte Gebäude gilt als Kulturdenkmal.

## Beschreibung
Ein aus dem Mittelalter stammender Hof der Biberacher Ortsherrschaft wurde durch den Generalmajor Thomas von Klug in den Jahren 1650 bis 1653 zum Herrensitz mit Wirtschaftshof umgebaut. Aus der Zeit des Umbaus im ausgehenden 17. Jahrhundert stammt noch der Gewölbekeller.
In den Jahren 1804 bis 1805 wurden zweieinhalb Fachwerkgeschosse auf den alten Gewölbekeller aufgesetzt.